# Leucauge emertoni
Leucauge emertoni este o specie de păianjeni din genul Leucauge, familia Tetragnathidae. A fost descrisă pentru prima dată de Thorell, 1890. Conform Catalogue of Life specia Leucauge emertoni nu are subspecii cunoscute.